# Fodboldfeber 6:8 - Lækre milkshakes og shoppingterapi
|  | Denne artikel er oprettet af botten Steenthbot ud fra en ekstern database. Den kan derfor have sproglige fejl eller mangler. Denne skabelon kan fjernes efter kontrol af indholdet. |

Fodboldfeber 6:8 - Lækre milkshakes og shoppingterapi er en norsk dokumentarfilm fra 2021 instrueret af Line Hatland.

## Handling
Når man er fra et krigshærget land, er tiden i Norge til Norway Cup en ganske anden. Tre palæstinensiske piger sniger sig væk fra deres hold for at shoppe og tage på kaffebar. Nu håber de bare, at deres træner ikke opdager dem.
’Fodboldfeber’ er en serie i 8 afsnit om verdens største fodboldcup for børn – Norway Cup.